# Turno (poeta satírico)
Turno, en lengua latina original, Turnus, fue un poeta satírico romano de tiempos del emperador Domiciano (segunda mitad del siglo I d. C.).
Nació en Sessa Aurunca, como el gran poeta satírico Lucilio, y era liberto, hermano del poeta trágico Sceva Memor; a ambos los cita en uno de sus dísticos el satírico hispanolatino Marcial con aprecio; alcanzó grandes honores durante los emperadores Vespasiano, Tito y Domiciano, y al final del principado de este último, protegido por él, gozó de enorme fama (cf. Marcial, VII, 97,8; XI 10). Le son atribuidos, aun sin consenso general, dos fragmentos, uno transmitido por un escolio a Juvenal y otro por el comentario de Servio a las Geórgicas de Virgilio. De ellos parece deducirse que Turno fue precursor de Juvenal en el ataque implacable a los vicios humanos en forma general, y en forma específica a los crímenes y errores de los anteriores príncipes, los Julios-Claudios. El primero de los fragmentos mencionados se refiere, por ejemplo, a Locusta, la célebre envenenadora que habría ayudado a Agripina a deshacerse del emperador Claudio y a su hijo Nerón a asesinar al hijo anterior de Claudio Británico. Aunque pareció quedar oscurecido tras la muerte y condena de Domiciano y de todos los que apoyaron su programa político y cultural, autores posteriores como Sidonio Apolinar y Rutilio Namaciano se refieren a Turno con aprecio, colocando su obra a la misma altura que la de Juvenal y Petronio.